# La Mine de l'Allemand perdu
La Mine de l'Allemand perdu est le onzième album de la série de bande dessinée Blueberry de Jean-Michel Charlier (scénario) et Jean Giraud (dessin). Publié la première fois en 1972, c'est le premier du cycle de l'or de la Sierra (deux tomes). Cet album et le suivant, Le Spectre aux balles d'or, ont également été publiés dans le diptyque Les Monts de la Superstition. Il serait inspiré par le western L'Or de MacKenna sorti en 1969, ainsi que par la légende américaine de la mine d'or du Hollandais perdu et du roman de James Oliver Curwood Les Chasseurs d'or.

## Résumés

### Court
En 1868, en Arizona, le lieutenant Blueberry, qui assure à titre provisoire les fonctions de marshall d'une petite ville frontière, traque dans le désert un escroc et un meurtrier, "Prosit" Luckner, qui recherche une mine d'or située au cœur des monts de la Superstition, la montagne sacrée des Apaches. Il doit tout à la fois venir à la rescousse de son vieux complice, Jimmy MacClure, qui s'est laissé prendre aux rêves de richesse que lui a fait miroiter l'escroc, barrer la route à deux tueurs sans scrupule attirés eux aussi par la mine d'or et échapper aux pièges du désert comme aux attaques des guerriers apaches.

### Détaillé
1868. Territoire de l'Arizona. Depuis plusieurs semaines, le lieutenant Blueberry assure les fonctions de marshall d'une petite ville perdue aux confins du désert, Palomito. Il s'ennuie ferme dans ce trou perdu où il ne se passe jamais rien, et doit tuer le temps en jouant au poker avec son vieux compagnon d'aventures, Jimmy MacClure.
Un jour cependant, Blueberry doit intervenir pour interrompre une fusillade dans le saloon local. Deux hommes sont en train de se canarder à bout portant : l'un d'eux, Barnett, accuse son adversaire de l'avoir escroqué de 250 dollars, voici plusieurs mois, et il semble prêt à tout pour récupérer son argent. Le calme revenu grâce à une démonstration de la dextérité de Blueberry avec un colt, l'adversaire en question se présente dignement : « baron Werner Amadeus von Luckner, digne descendant de l'une des plus illustres familles de la maison de Prusse, ex-élève officier aux cadets de la Garde impériale, docteur en médecine et en théologie, présentement ingénieur géologue ». Mais Barnett, lui, affirme avec mépris qu'il ne s'agit que d'un escroc, un tricheur et un sac à whisky du nom « Prosit » Luckner, bien connu sur toute la frontière.

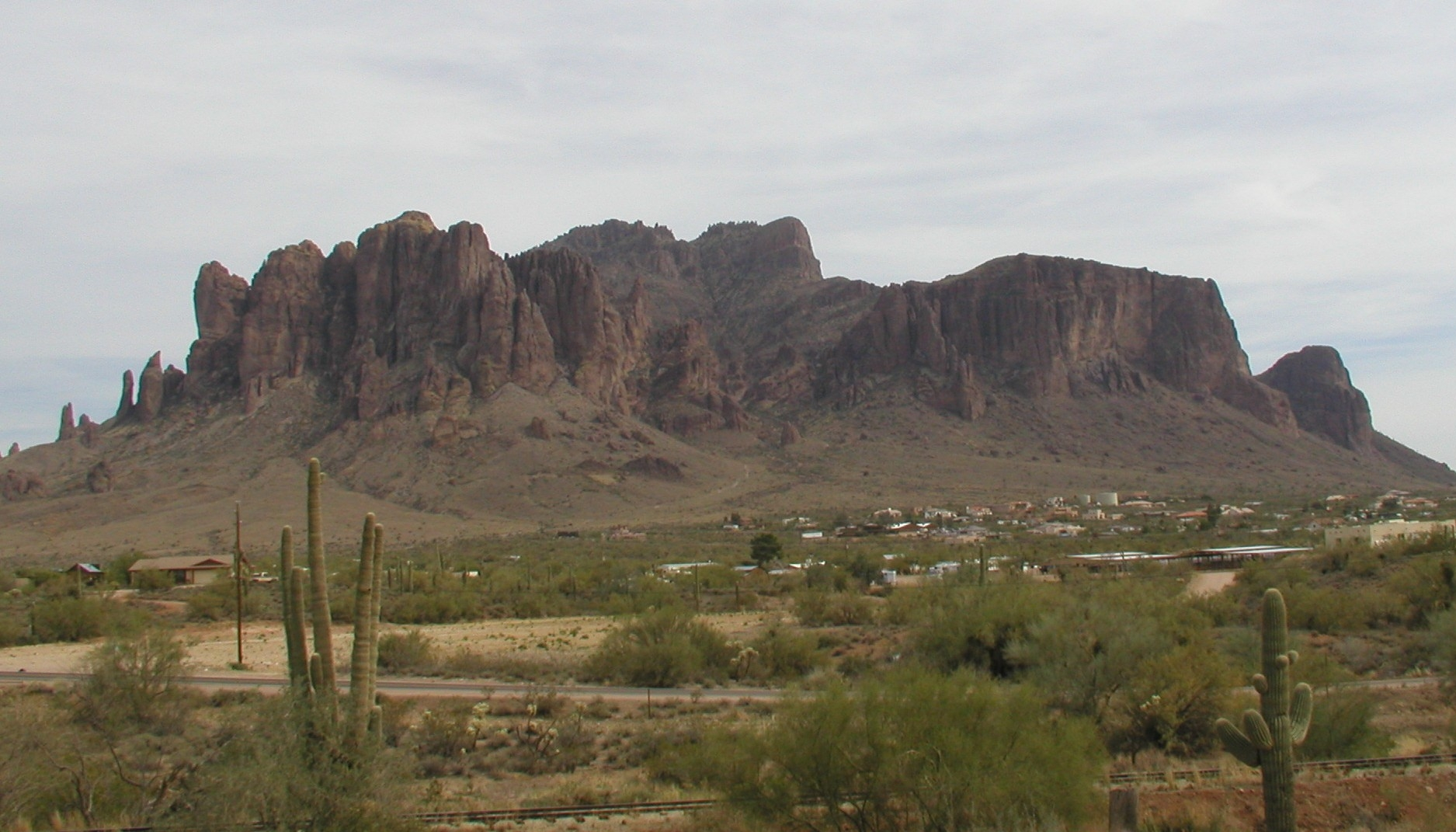
Les monts de la Superstition en Arizona aux États-Unis. Photographie prise en 2002.

Toujours est-il que le prétendu baron affirme avoir découvert une mine d'or fabuleusement riche, qui se trouverait au cœur des monts de la Superstition, un massif isolé en plein désert, infesté de crotales et férocement défendu par les Indiens apaches, qui considèrent ce lieu comme sacré. Blueberry, plus que sceptique, choisit de le boucler en prison en attendant que Barnett se soit lassé de le poursuivre. Luckner exhibe alors, en guise de preuve, une énorme pépite d'or qu'il aurait soi-disant rapportée de sa mine. Blueberry, contrairement à MacClure, ne se laisse pas impressionner : d'un coup de talon, il écrase la pépite, qui se révèle n'être qu'un morceau de plomb enrobé d'une fine couche de peinture dorée, preuve ultime des mensonges de Luckner.

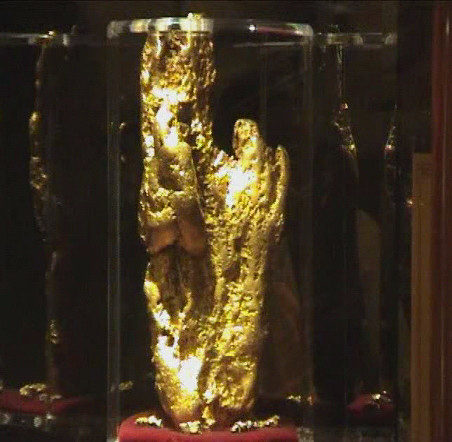
The Hand of Faith, la plus grosse pépite d'or du monde.

Cependant, au saloon, Barnett fouille les bagages de Luckner en espérant récupérer quelques dollars. Il y découvre un revolver de calibre 31 portant les initiales PH gravées sur la crosse. Les hommes présents reconnaissent l'arme d'un prospecteur nommé Purdy Handsom, retrouvé mort dans le désert quelques mois plus tôt avec une balle dans la nuque. Les esprits s'échauffent rapidement, et, aiguillonnés par Barnett, quelques citoyens de Palomito décident de faire justice eux-mêmes en lynchant « Prosit » Luckner, considéré maintenant comme un assassin en plus d'être un escroc. Ils imaginent d'abord une ruse pour éloigner Blueberry de la prison : une rixe entre Mexicains, à l'autre bout de la ville, qui nécessite l'intervention du shérif. Le lieutenant s'y précipite, laissant MacClure seul à la garde du prisonnier, barricadé dans le bureau du shérif.
Une dizaine d'hommes excités et armés se rassemblent alors devant le local, Barnett à leur tête, en exigeant qu'on leur livre Luckner. Jimmy MacClure refuse et menace de farcir de plomb le premier qui franchira la porte. Il tire plusieurs coups de feu en l'air, dans l'espoir d'alerter Mike.
Parvenu sur le lieu supposé de la bagarre, Blueberry est assommé par un complice masqué des lyncheurs, qui l'attendait sur place. Ligoté, il est traîné à l'intérieur d'une vieille grange et abandonné sur place. Il lui faut plusieurs minutes pour réussir à se libérer en coupant les cordes qui l'entravent avec le verre brisé d'une vieille lampe à pétrole. Comme ses assaillants lui ont dérobé son cheval, il doit « emprunter » la monture d'un cavalier qui passait par là, et il se précipite au galop vers la prison.
Là-bas, les choses se précipitent : la porte est sur le point de céder, malgré la résistance de MacClure qui blesse l'un des assaillants. Paniqué, Luckner est prêt à tout promettre pour que MacClure le tire de là : il jure de lui donner la carte de sa mine et de l'emmener sur place pour partager l'or avec lui. A ce moment, les assaillants commencent à enfumer les locaux en balançant des touffes d'herbes sèches enflammées. MacClure et Luckner profitent de l'épaisse fumée suffocante pour échanger leurs vêtements, puis MacClure prévient qu'il va sortir et qu'il leur abandonne le prisonnier enfermé dans sa cellule. Crachant et toussant, le visage enfoui dans un chiffon pour se protéger de la fumée, il passe en trombe devant les assaillants qui ne pensent qu'à s'emparer de Luckner. Mais lorsqu'ils réussissent enfin à forcer la grille de la cellule, ils ont la surprise de tomber sur... Jimmy MacClure affublé des hardes de Luckner.
Alors qu'il est sur le point d'atteindre la prison, Blueberry tombe sur un individu sortant de l'ombre, portant les vêtements de MacClure... Un instant décontenancé, il reconnaît trop tard Luckner, qui n'hésite à faire feu sur lui pour lui voler son cheval. Mais MacClure a malgré tout pris quelques précautions : en lui confiant une arme, il a pris soin de la décharger, et le revolver claque à vide. Le vieil escroc n'aura pas profité longtemps de sa liberté : Blueberry l'enferme provisoirement dans le fourgon du croque-mort, puis se rue vers la prison. Il arrive juste à temps pour sauver MacClure de la fureur des assaillants : mis en rage par la fuite de Luckner, Barnett est prêt à lui faire un mauvais parti... Sous la menace de la winchester du shérif, tous les apprentis lyncheurs se retrouvent derrière les barreaux, où « Prosit » Luckner vient bientôt les rejoindre.
Deux jours plus tard, une patrouille militaire venue du fort voisin vient prendre en charge Barnett et ses acolytes pour les reconduire hors de Palomito, à la limite de l'État. Blueberry, de son côté, est bien décidé à faire la lumière sur les agissements de Luckner, et notamment sur les soupçons de meurtre. Il a envoyé un télégramme pour obtenir des éclaircissements sur le personnage, et la réponse parvient à Palomito le lendemain, sous la forme de deux cavaliers vêtus de sombre, à l'allure inquiétante. Ils sont porteurs d'un mandat (cependant non valable dans le comté) les autorisant à convoyer Luckner jusqu'à Durango, où il doit être jugé pour meurtre. Méfiant et pris à rebrousse-poil par le plus jeune des deux hommes, qui se montre brutal et arrogant, Blueberry refuse de leur remettre le prisonnier sans l'aval du juge de Palomito. Ses soupçons sont confirmés par l'agitation de Luckner, qui prétend que les deux hommes, Wally Blount et Cole « Crazy » Timbley, sont des tueurs qui le traquent depuis des mois pour lui dérober le plan de sa mine. Blueberry, soupçonnant que les deux hommes vont intimider le juge pour qu'il valide leur mandat, se rend au tribunal à son tour, mais il est trop tard : le magistrat, peu désireux de s'opposer aux deux personnages menaçants, vient d'autoriser le transfert du prisonnier. Blueberry, qui a l'impression de se faire manipuler, ne peut que passer sa mauvaise humeur en décochant un solide crochet du droit à Timbley, qui a eu la mauvaise idée de le traiter de « pied-plat ».
De retour à la prison, les trois hommes ont la surprise de constater que les lieux sont vides, deux fusils ayant disparu du ratelier d'armes, et deux chevaux de l'écurie. La cachette où MacClure planquait ses économies, sous une latte du plancher, est vide également. Malgré ses réticences, Blueberry est obligé d'admettre que MacClure a volontairement libéré Luckner, et qu'ils sont partis tous les deux à la recherche de la fameuse mine d'or... Les deux chasseurs de primes se mettent en chasse aussitôt, en prévenant le lieutenant, avec ironie, qu'ils ne prendront pas de risque en retrouvant MacClure, complice d'un criminel, et qu'ils tireront d'abord. Mais la piste n'est pas facile à suivre : c'est en vain qu'ils cherchent des traces fraîches de chevaux quittant la ville. Blueberry, de son côté, sait qu'il doit faire vite : il lui faut à tout prix rattraper les deux fuyards avant les tueurs. Ayant perdu un peu de temps à fouiller les environs de Palomito, en vain, il finit par comprendre, grâce au témoignage d'un jeune Mexicain, Pepe, que les deux hommes ont quitté la ville dissimulés dans le corbillard de Hardley, le croque-mort. Le lieutenant entreprend aussitôt de suivre les traces de la voiture.
Au même moment, loin déjà dans le désert, MacClure et Luckner s'extraient du corbillard et récupèrent leurs chevaux attelés à la carriole. Comme Hardley, qui a été grassement payé pour se prêter à la mascarade, s'inquiète de la façon dont il va rentrer en ville sans chevaux, Luckner manifeste nettement son intention de le supprimer, pour éviter qu'il ne soit trop bavard. Mais MacClure, conscient d'être déjà suffisamment dans de sales draps, s'oppose à ce meurtre. Les deux hommes l'abandonnent sur place et continuent leur route vers les monts de la Superstition. C'est au bord de la piste  que Blueberry le retrouve un peu plus tard, épuisé et déshydraté. En échange de quelques gorgées d'eau, Hardley met le lieutenant sur la piste des fuyards.

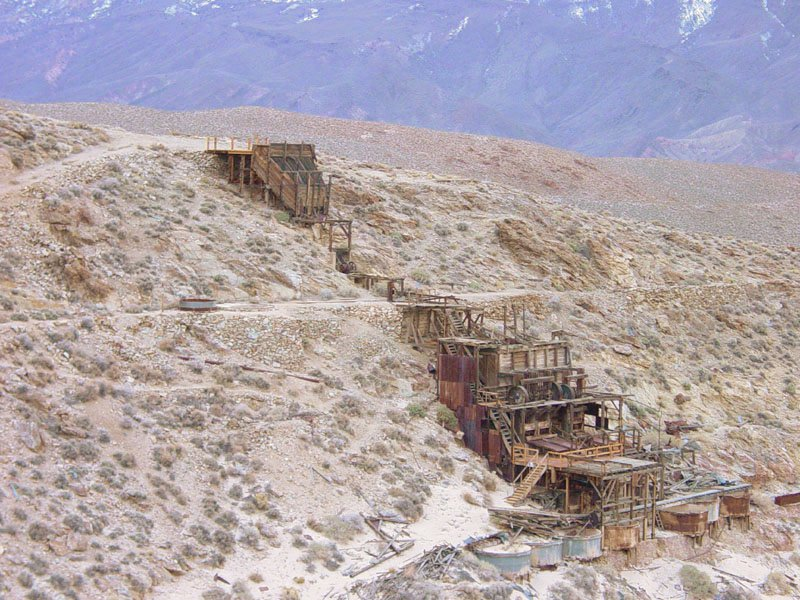
Entrée de l'ancienne mine d'or de Skidoo, dans la vallée de la Mort en Californie.

Sur le point d'être rejoints, MacClure et Luckner décident d'emprunter une vieille galerie de mine, aujourd'hui abandonnée, qui constitue un important raccourci en traversant la montagne. Mais ce faisant, ils prennent un risque considérable, car le boisage est totalement pourri et la galerie risque de s'écrouler à n'importe quel moment... Ils parviennent tant bien que mal à l'autre extrémité et, soupçonnant que Blueberry les a suivis en s'engageant à son tour dans la galerie, Luckner entreprend de saboter le tunnel pour le faire s'effondrer. Malgré l'opposition de Jimmy MacClure, qui craint que Mike ne périsse enseveli sous les décombres, « Prosit » réussit à provoquer l'effondrement de la mine. Désespéré, MacClure commence enfin à comprendre avec quel personnage il s'est acoquiné : il oblige Luckner à lui remettre son arme et le menace de le descendre au premier geste de trop. Les deux hommes poursuivent leur route vers le village de Pocoma, où ils projettent d'acheter l'équipement de prospection qui leur fait défaut.
Dans la galerie effondrée, Blueberry a réussi à se protéger sous un wagonnet renversé. Il parvient en rampant à regagner l'entrée de la mine, où il a la malchance de se retrouver face à Blount et Timbley, les deux tueurs qui ont fini par retrouver sa piste. A l'aube, les deux hommes se remettent à la poursuite des fuyards, abandonnant sans aucun scrupule le lieutenant à son sort, sans eau et sans monture, en plein désert et à trois jours de marche de la ville la plus proche. Malgré tout, Blueberry se met en route en suivant la piste qui mène à Pocoma, bien conscient qu'il n'a aucune chance d'y parvenir, à pied et sans eau. Et en effet, après plusieurs heures de marche, à bout de force et totalement déshydraté, il s'effondre au milieu de la plaine brûlée de soleil...
Pendant ce temps, MacClure s'est réapprovisionné dans le general store de Pocoma : nourriture, matériel et de la gnôle en abondance ! Le patron du magasin le prévient que les Apaches du chef Petite Lune sont en maraude, ayant récemment attaqué et brûlé une mission dans les environs. Mais cela ne décourage pas les deux complices : ils poursuivent leur route dans le désert, en direction de la mesa du Cheval mort, au cœur des monts de la Superstition, où est censée se trouver la mine de Luckner. Avec quelques heures de retard sur eux, les deux chasseurs de primes, qui se sont renseignés eux aussi à Pocoma, suivent la même piste.
La chance sourit une fois de plus à Blueberry : alors qu'il est en train de mourir de soif au bord de la piste, il est sauvé par Guffie Palmer et sa troupe théâtrale ambulante des « Grandes Tournées de l'Ouest », qui vient justement de donner un spectacle à Pocoma. En souvenir des précédentes aventures vécues sur le chantier de l'Union Pacific, elle accepte de prêter un cheval au lieutenant pour gagner Pocoma.

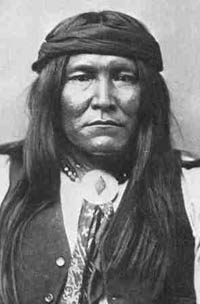
Éclaireur apache.

Dans le désert, MacClure et Luckner font halte à l'un des seuls points d'eau de la région. Ils sont sur leurs gardes, mais se laissent malgré tout surprendre par une bande d'Apaches embusqués là, qui les forcent à se replier dans un étroit canyon finissant en cul-de-sac. Ils parviennent malgré tout à s'en sortir en escaladant un goulet d'avalanche à la pente très raide, et utilisent de la dynamite pour faire s'écrouler les parois du canyon sur les Indiens. Provisoirement débarrassés des Apaches, ils continuent leur marche pendant plusieurs jours, ne rencontrant plus que des points d'eau à sec. MacClure se méfie de plus en plus de Luckner, et il a bien raison : à l'approche du but, ce dernier passe son temps à échafauder des plans pour se débarrasser de son compagnon. Et l'occasion finit par survenir. Les deux hommes tombent sur un squelette blanchi au soleil du désert, et Jimmy, en examinant le cadavre, se rend compte qu'il a été tué d'une balle dans le dos mais qu'il a eu le temps de tracer quelques lettres sur le rocher avec son sang, pour désigner son assassin : L,U,C,K... Luckner ! « Prosit » profite de l'inattention de son compagnon pour allumer la mèche d'un bâton de dynamite qu'il a réussi à dissimuler sur lui, en se servant de son monocle comme loupe, et le jette sur MacClure. Aveuglé par l'explosion, ce dernier ne peut se défendre tandis que Luckner le désarme et l'abandonne en emmenant les chevaux et les derniers bidons d'eau. En disparaissant dans le désert, il se vante de le laisser en compagnie des restes de Lew Hawkins, le dernier de ses « associés » qui avaient cru pouvoir partager l'or de sa mine, et le prévient que le bruit de l'explosion a dû alerter les Apaches...
Réfugié sous un surplomb rocheux qui le protège du soleil, Jimmy MacClure s'est résigné a sa mort prochaine et l'attend en éclusant un flacon de whisky. Il reprend soudain espoir en apercevant deux cavaliers, attirés par l'explosion, mais ce n'est qu'un bref instant de joie : il s'agit de Blount et Timbley, les deux chasseurs de primes. Ils ne viennent pas sauver MacClure mais sont au contraire prêts à tout pour qu'il leur indique l'emplacement exact de la mine. Comme Jimmy ne peut leur apprendre ce qu'il ignore, le plus sadique des deux, Timbley, n'hésite pas à le torturer à la manière apache, en l'attachant nu sous le soleil brûlant. Comme Jimmy ne parle toujours pas - et pour cause - « Crazy » Timbley, qui porte bien son surnom, s'apprête à lui couper les paupières pour aggraver son supplice.
Au dernier moment, Blueberry intervient. Brûlant les étapes, guidé par les cris désespérés de MacClure, il est parvenu à rejoindre les deux hommes, juste à temps pour sauver Jimmy. Depuis le sommet d'une petite butte, le soleil dans le dos, il tient en respect les deux tueurs avec son six-coups, et comme Timbley refuse de se pencher pour libérer MacClure, il tire quatre balles d'un tir précis qui tranchent les liens de celui-ci. « Crazy » en profite aussitôt pour se retourner et dégainer, confiant dans sa rapidité, mais Blueberry l'abat d'une balle et utilise son sixième projectile pour désarmer Wally Blount, qui lui aussi a tenté de sortir son arme.
Blueberry donne à MacClure de la graisse de bison pour enduire ses brûlures, tout en le prévenant qu'il aura à répondre de ses erreurs devant la loi. Wally, malgré sa main blessée, enterre son jeune compagnon. Jimmy tente de convaincre Mike de continuer à poursuivre Luckner et sa mine d'or, mais Blueberry lui signifie sèchement qu'il n'en est pas question et qu'ils vont tous retourner à Palomito. Cependant, ils doivent d'abord trouver de l'eau, et la seule source accessible se trouve sur les contreforts des monts de la Superstition...

## Personnages principaux
- Mike S. Blueberry : lieutenant de cavalerie U.S., occupant le poste de marshall intérimaire à Palomito, une petite ville frontière de l'Ouest.
- « Prosit » Luckner :  Se présente comme le rejeton dévoyé d'une grande famille prussienne. Prétendument ancien officier, médecin, géologue, mais surtout escroc et canaille à part entière[22]. Il est à la recherche d'une mine d'or cachée au plus profond des monts de la Superstition en Arizona, la montagne sacrée des Apaches.
- Barnett ou Barret (les deux orthographes apparaissent, selon les planches) : une des victimes de Luckner, qui l'a escroqué de 250 dollars... Un homme vindicatif[23].
- Jimmy MacClure : vieux prospecteur très porté sur la bouteille, qui rêve encore de trouver LE filon. Un ami fidèle de Blueberry, compagnon de nombreuses aventures[24], mais le mirage de l'or va l'amener à le trahir.
- Wally Blount : vieux chasseur de primes opiniâtre et sans scrupule[10].
- Cole « Crazy » Timbley : un autre chasseur de primes[note 1],[10], qui marche avec Blount dont il est l'élève. Ils forment à eux deux une jolie paire de tueurs.
- Guffie Palmer : directrice d'une troupe théâtrale ambulante, les « Grandes Tournées de l'Ouest », que Blueberry a déjà eu l'occasion de croiser précédemment (voir l'album Le Cheval de fer).

## Éditions
- La Mine de l'Allemand perdu, 1972, Dargaud, 48 p.
  - Réédition en 1998.  (ISBN 978-2-205-04339-6)